# Lucy Galló
Lucy Galló foi uma patinadora artística húngara. Ela conquistou com Rezső Dillinger uma medalha de bronze em campeonatos mundiais e foi bicampeãuma medalha de bronze campeonatos europeus.

## Principais resultados

### Com Rezső Dillinger
| Campeonato Mundial |     | Medalha de bronze |  |  |  |  |  |  |  |  |  |  |  |  |  |
| Campeonato Europeu | 4.ª | Medalha de bronze |  |  |  |  |  |  |  |  |  |  |  |  |  |
|                    |     |                   |  |  |  |  |  |  |  |  |  |  |  |  |  |